# Gibboryctes waldenfelsi
Gibboryctes waldenfelsi är en skalbaggsart som beskrevs av S. Endrödi 1977. Gibboryctes waldenfelsi ingår i släktet Gibboryctes och familjen Dynastidae. Inga underarter finns listade i Catalogue of Life.